# Freiheit (Zeitschrift)
Die Freiheit war eine international verbreitete deutschsprachige, zunächst radikal-sozialdemokratische, im weiteren Erscheinungsverlauf sozialrevolutionäre und anarchistische Zeitschrift, die vom Ende des 19. bis ins erste Jahrzehnt des 20. Jahrhunderts aufgelegt wurde. Sie wurde hauptsächlich von Johann Most herausgegeben. Von der ersten Ausgabe im Januar 1879 bis zur letzten im August 1910 wurde sie mit verschiedenen Unter- und Tarntiteln unter anderem in Wien, in der Schweiz, in London und New York City gedruckt. In den ersten Jahren wurde die Freiheit aufgrund des repressiven Sozialistengesetzes zeitweilig illegal in Deutschland in Umlauf gebracht.

## Geschichte
Die erste Nummer der Zeitschrift erschien am 4. Januar 1879. Bereits nach den ersten Ausgaben der Freiheit wurde sie im Deutschen Kaiserreich  am 17. Januar 1879 aufgrund des dort seit knapp 2 1/2 Monaten (22. Oktober 1878) geltenden Sozialistengesetzes (Originaltitel: „Gesetz gegen die gemeingefährlichen Bestrebungen der Sozialdemokratie“) verboten. Das Verbot bezog sich lediglich auf den Titel. Das Fortbestehen der Zeitschrift wurde durch häufige Änderungen des Titelnamens gewährleistet. Tarntitel waren unter anderem: Der Revolutionär, Freie Presse, Mahnruf, Der Soldatenfreund, Der Anker, Der Rebell, Gerechtigkeit. Auch die Untertitel wechselten: Social-demokratisches Organ, Organ der Sozialrevolutionäre deutscher Sprache, Internationales Organ der Anarchisten deutscher Sprache, seit 1908 Organ der deutschen Anarchisten in Amerika.

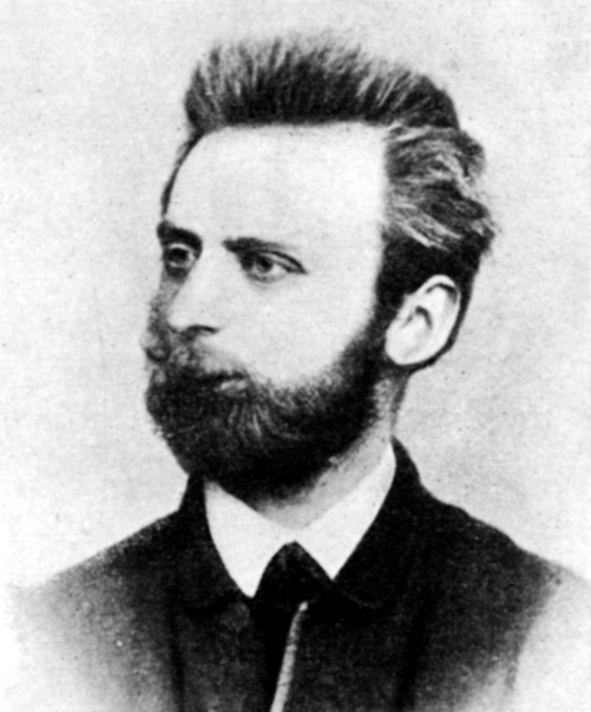
Johann Most, der Herausgeber der Freiheit, war ein Kritiker der deutschen sozialdemokratischen Führung und wurde 1880 aus der SAP ausgeschlossen.

Zunächst galt die Freiheit noch vor der zehn Monate später ebenfalls 1879 in der Schweiz gegründeten Zeitschrift Der Sozialdemokrat als Organ der deutschen Sozialdemokratie im Exil. Nachdem die Freiheit mit dem Parteiausschluss Mosts aus der Sozialistischen Arbeiterpartei Deutschlands (SAP) 1880 ihren Status als Organ der Sozialdemokratie verloren und sich inhaltlich in eine auch offen anarchistisch agitierende Publikation verändert hatte, wurde sie in ihrer Funktion als publizistisches Sprachrohr der parteipolitischen Sozialdemokratie zunehmend abgelöst durch die Zeitung Der Sozialdemokrat, die sich zum Hauptorgan der deutschen Sozialdemokratie während des Sozialistengesetzes auf übernationaler Ebene entwickelte, und ebenfalls illegal im Deutschen Reich verbreitet wurde.  Die Freiheit erschien jedoch weiterhin, und galt fortan als sozialrevolutionär-anarchistische Veröffentlichung, die auch gegen die zurückhaltend-gemäßigte Haltung der führenden sozialdemokratischen Parlamentarier in Deutschland polemisierte. Most selbst hielt sich bereits seit dem Inkrafttreten des Sozialistengesetzes vor allem im britischen Exil auf, wo er von den Behörden allerdings ebenfalls überwacht wurde. Einer der eifrigsten Mitarbeiter in den ersten Jahren war August Reinsdorf.
Ein Artikel in der Freiheit vom 19. März 1881 unter der Überschrift „Endlich“ hatte die Verhaftung von Johann Most in London zur Folge. Der Grund für die Festnahme bestand im Inhalt des Artikels, der das nach mehreren vorangegangenen Versuchen schließlich tödliche Attentat russischer Sozialrevolutionäre auf Zar Alexander II. (am 13. März 1881) positiv beurteilte. Most wurde als Herausgeber zu 16 Monaten Gefängnis verurteilt. Das Satzmaterial für die Zeitschrift wurde beschlagnahmt. Weitere Konfiszierungen folgten. Der am 13. Mai 1882 publizierte Artikel „Der Rebellen Antwort“ über die Phoenix-Park-Morde, ein Attentat radikaler irischer Republikaner auf Lord Frederick Cavendish und den Unterstaatssekretär Burke in Dublin führte erneut dazu, dass Satzmaterial beschlagnahmt und die Setzer der Zeitschrift verhaftet wurden. Durch diese Repressalien wagte es in England schließlich niemand mehr, die Zeitschrift zu drucken. In der Konsequenz wurde die Freiheit – im Überblick ihrer Geschichte – an verschiedenen Erscheinungsorten herausgegeben: von Januar 1879 bis Juni 1882 in London; nach Johann Mosts Haftentlassung und seiner darauf folgenden Auswanderung in die USA erschien sie (mit Nr. 41) ab Dezember 1882 in New York; 1886 in New Jersey; möglicherweise auch in Zürich, Brüssel und Paris. Durch die Beschlagnahmungen und Verhaftungen sind die wechselnden Erscheinungsorte nicht genau zu rekonstruieren. Zur Tarnung und eigenen Sicherheit wurden auch keine Druckereien mehr erwähnt, lediglich der Hinweis „Unser neuer Drucker“. Für die Ausgaben Nr. 34 bis Nr. 39 wurde Exeter in England angegeben, publiziert wurde jedoch aus Sicherheitsgründen in der Schweiz. Die Auflagenhöhe unterschied sich je nach Bestimmungsland. Mit 400 Abonnenten in den Jahren 1880/1881 lag die Anzahl der geschmuggelten Exemplare nach Deutschland zwischen 1.100 und 1.800. Im Herbst 1884 gingen wöchentlich 1.200 Exemplare nach Europa; 1885 wurden 5.000 gedruckt, wovon 4.500 für Deutschland bestimmt waren. Als Wochenbeilage erschien die Freiheit in der Buffaloer Arbeiterzeitung von September 1897 bis Juli 1899.
In Deutschland schlossen sich interessierte Leser in geheimen Lesevereinen zusammen. Das Blatt galt als wichtiges Organ der deutschsprachigen Exil-Anarchisten. Besonders im Rhein-Main-Gebiet, Hamburg, Berlin, Süddeutschland, Bremen, und darüber hinaus in Aachen, Augsburg, Dresden, Düsseldorf, Köln, Stuttgart u. a. Städten fand die Zeitschrift in den Lesezirkeln ein größeres Publikum. In den 1880er Jahren war die Freiheit ebenfalls in Böhmen, Österreich und Ungarn bei den deutschsprachigen Arbeitern verbreitet.
Während der Gefängnisaufenthalte Johann Mosts wurde die Zeitschrift auch von anderen Personen herausgegeben, darunter Johann Neve, Justus Schwab (New York) und der Communistische Arbeiterbildungsverein in London. Nach Mosts Tod 1906 wurde die Zeitschrift von seiner Frau Helene Most und später von der Freiheit Publishing Association bis 1910 herausgegeben. Infolge der verschiedenen Erscheinungsländer und -orte wechselten auch die Redaktionen. Redakteure waren neben Johann Most auch Karl Schneidt (Schweiz), Hermann Stellmacher, Karl Schrödter (auch: Karl Schrödter-Brennwald. Wird als deutscher Polizeispion bezeichnet) u. a. Nach Berichten der politischen Polizei in Berlin wurde die Freiheit über Belgien, Frankreich, die Schweiz und die Niederlande nach Deutschland geschmuggelt. Dies geschah in Konservendosen, durch Mittelsmänner im Reisegepäck, in Briefen und als Anlage bei anderen Zeitschriften. Auch auf dem Schiffswege und durch die Post erreichte die Publikation ihre Leser im Deutschen Reich. Londoner Flugschriften wurden in Gipsfiguren, in Bambusrohren oder Sardinendosen geschmuggelt. Die Flugblätter wurden in einer Auflage von zwischen 10.000 und 30.000 Exemplaren gedruckt und enthielten besondere Artikel aus der Freiheit.
Nach 1886 erschien in London die Zeitschrift Die Autonomie und nach dem Ende des Sozialistengesetzes erschienen in Deutschland mehrere anarchistische Zeitschriften, wodurch der Einfluss der Freiheit eingeschränkt wurde; doch behielt die Publikation als internationales Blatt der deutschsprachigen Anarchisten im Ausland bis 1919 eine wichtige Funktion als Bindeglied.
Gleichnamige anarchistische Zeitschriften
- Freiheit, Organ der deutschen Föderation revolutionärer Arbeiter. Hrsg.: Wilhelm Klink. Berlin, Stuttgart, Amsterdam (1900–1903)
- Die Freiheit, Politische Wochenschrift. Anarchosyndikalistisch (1928–1933)

Englischsprachige Zeitschriften
- Freedom, London (1886 bis heute)
- Freedom, A Journal of Anarchist News and Opinion, New York (1933–?)